# Лео Свемп
Лео Симанович Свемп (латис. Leo Svemps; нар. 19 липня 1897, Барану — пом. 7 березня 1975, Рига) — латвійський радянський живописець і педагог, професор з 1947 року. Член Спілки художників Латвійської РСР.

## Біографія
Народився 7 [19] липня 1897 року на хуторі Барану/Вецбарани (нині Гулбенський край, Латвія) в селянській сім'ї. У 1909—1917 роках навчався у Ризькій духовній семінарії, після чого виїхав до Москви, де у 1917 році почав навчатися живопису у приватній студії А. П. Большакова. У 1918 році поступив до Вищих художньо-технічних майстерень, де його вчителем став живописець Іван Машков. Проте невдовзі повернувся до Латвії. З 1920 по 1924 рік навчався на юридичному факультеті Латвійського університету в Ризі.
Протягом 1928—1938 років входив до «Групи ризьких художників». Відвідав Німеччину, Францію, Бельгію та Італію, де вивчав спадщину старих майстрів, знайомився із творами сучасного мистецтва. У 1940—1941, 1944—1952 і з 1954 року викладав у Латвійській академії мистецтв; з 1961 року її ректор. У 1965—1968 роках був головою правління Спілки художників Латвійської РСР. Обирався депутатом Верховної Ради СРСР 7-го скликання (1966—1970). Помер у Ризі 7 березня 1975 року. Похований у Ризі на кладовищі Райніса.

## Творчість
Працював у галузі станковного живопису, в основному писав пейзажі і натюрморти. Серед робіт:
- «Вулиця, освічена сонцем» (1922);
- «Пейзаж Латвії» (1925);
- «Стара Рига» (1927);
- «Натюрморт» (1927);
- «Фрукти» (1928);
- «Дичина» (1938);
- «Троянди» (1954);
- «Курець» (1956);
- «Натюрморт. Квіти» (1955);
- «Вестієна» (1956);
- «Пейзаж з Сігулдським мостом» (1958);
- «Натюрморт з квітами і фруктами» (1960);
- «Натюрморт з грушами і квітами» (1966);
- «Натюрморт з газетою» (1967).

Роботи зберігаються в Латвійському національному художньому музеї в Ризі.

## Відзнаки
- Державна премія Латвійської РСР за 1957 рік[4];
- Народний художник СРСР з 1963 року;
- Орден Леніна.